# Schizopelex persica
Schizopelex persica is een schietmot uit de familie Sericostomatidae. De soort komt voor in het Palearctisch gebied.